# БРИКС
БРИКС (на английски: BRICS) е наименование на група страни с влияние в международната икономика.
Представлява акроним от имената на английски на Бразилия, Русия, Индия, Китай и Република Южна Африка (Brazil, Russia, India, China, South Africa). Използвана е алюзия чрез игра на думи (на английски: bricks = тухли).
Понятието БРИК (станало БРИКС от 2010 г.) е въведено от Джим О'Нийл, анализатор от инвестиционната компания Голдман Сакс в Ню Йорк, САЩ, през ноември 2001 г.
През август 2023 на XV среща на организацията е обявено, че Аржентина, Египет, Етиопия, Иран, Саудитска Арабия и Обединените арабски емирства са поканени да се присъединят към организацията. Новоизбраното правителство на Аржентина обаче оттегля кандидатурата на страната с официално писмо до всички лидери на БРИКС. Членството на останалите 5 държави влиза в сила от 1 януари 2024 г.

## Концепцията БРИК/БРИКС
Първоначално се предполага, че страните от БРИКС формират икономически блок или търговска асоциация, подобна на ЕС. С течение на времето се появяват признаци, че „5-те страни от БРИКС се стремят да формират политически клуб“ или „съюз“ и по такъв начин преобразуват „своята растяща икономическа власт в значимо геополитическо влияние“. Членовете на БРИКС се приемат като най-бързо развиващите се големи страни. Определящо за това е наличието в тях на важни за световната икономика ресурси:
- Бразилия – богата селскостопанска продукция
- Русия – най-големият в света износител на минерални ресурси
- Индия – евтини интелектуални ресурси
- Китай – притежател на евтини трудови ресурси
- Южноафриканска република – природни ресурси (от 2010 г.)

В крайна сметка прогнозите са, че значителните размери на икономиките на тези страни в бъдеще ще им позволят да трансформират икономическия си ръст в политическо влияние, което ще доведе от своя страна до формирането на нов икономически елит. Страните правят стъпки за увеличаване на политическото си сътрудничество, главно за да могат да бъдат равностоен опонент на САЩ в основните търговски съглашения.

## Пътят към 2050 г.
След края на Студената война правителствата на страните от БРИКС предприемат икономически и политически реформи, които да им позволят да станат част от световната икономическа система. За да бъдат конкурентоспособни на световния пазар, всяка от тях, макар и в различна степен, акцентира върху развитието в сферата на образованието, чуждестранните инвестиции, вътрешното потребление и предприемаческата политика.
През 2005 г. световната икономическа компания „Голдман Сакс“ оповести резултатите си от отчета за развитието на страните от групата БРИКС. Той потвърждава, че в страните от БРИКС числото на хората с годишен доход над 3000$ ще се удвои в течение на 3 години, а в рамките на десетилетието техният брой ще достигне 800 милиона души, както и че най-напред Китай, а след него и Индия, ще започнат да доминират с основните си стоки над световната икономика. Пътят, по който могат да бъдат засегнати световните пазари, е като се предлагат много по-евтини промишлени стоки. Световната икономика вече осезателно чувства присъствието на Индия и Китай в обслужващия и производствения сектор в световен мащаб.
Вторият отчет за развитието на страните от БРИКС от 2007 г. показва нарастващото влияние на Индия в световната икономика и тенденцията на увеличение на средната класа в страната. Според направените прогнози Индия се очертава като страна с потенциал с най-висок ръст за следващите 30 – 50 години. Основна причина за това е огромният брой население в работоспособна възраст.
„Голдман Сакс“ предсказват, че „от 2007 до 2020 г. брутният вътрешен продукт на човек от населението в Индия, изразен в щатски долари, ще се увеличи 4 пъти“ и към 2043 г. индийската икономика вече ще изпревари тази на САЩ.
Голдман Сакс предвиждаше към 2050 г. общият ръст на икономиката на БРИКС да надхвърли по размер ръста на икономиката на най-богатите страни в света, известни като Г-7 (Групата на 7-те), но новите анализи показват, че това ще стане към 2032 г. По руски оценки приносът на БРИКС в общия световен икономически растеж вече надхвърля 50%. Групата представлява най-големия потребителски пазар с около 2,8 млрд. души население. В 4-те страни понастоящем се произвежда над 15% от световния БВП. Основни за икономическото превъзходство ще бъдат високите информационни, комуникационни и производствени технологии.
Определени са области за взаимодействие със стратегическо значение: ядрена и неядрена енергетика, нанотехнологии, усвояване на Космоса.

## Показатели за БРИКС
Страните от БРИКС са разположени на 26% от територията на Земята, с население 42% от това на планетата (7 милиарда към 2008 г.) и 31,5% от световния брутен вътрешен продукт.
Бразилия, Русия, Индия и Китай произвеждат 40% пшеница (над 260 млн. т.), 50% свинско месо (повече от 50 млн. т.), повече от 30% птиче месо (над 30 млн. т.), 30% говеждо (около 20 млн. т.) от световното количество от тези продукти. В страните от БРИКС са съсредоточени 32% (0,5 млрд. ха) от обработваемата земя в света.
По последни данни (2022 г.) растежа на БВП се продължава да се запазва стабилен като общата графика изглежда така:
Прави впечатление факта, че Русия за 11 г. (2000 – 2011 г.) успява да изпревари по БВП Индия, като това се дължи основно на развитието на услугите, търговията, недвижимите имоти, транспорта и финансите в руската страна. Допълнително благоприятно влияние оказва и значителните постижения на руснаците в областта на иновациите и производсвото, както и тясното икономическо сътрудничество с някои страни от Европа. Бразилците също набират силна инерция като при тях прави впечатление, че БВП, като стойност, надвишава сбора на БВП на Русия с Южна Африка. Що се отнася до Китай стойността на неговия БВП надхвърля сбора на всички останали взети заедно, като това се възприема напълно нормално предвид населението и културните им ценности.
Ето и показателите по сектори:

## Демографски характеристики
Независимо че страните от БРИКС се класифицират често под един и същи знаменател – като развиващи се или бързорзвиващи се икономики, техните демографски характеристики съществено се различават. Въпреки че демографската ситуация в Бразилия през последните три десетилетия остава една от най-благоприятните в света, страната все още не успява да се възползва от всички нейни преимущества. Имиграцията и сравнително високото ниво на раждаемост обаче гарантират на Бразилия младо и нарастващо население поне до средата на века. Най-добри демографски показатели сред развиващите се страни показва Индия. За да подсигури заетост за трудоспособното си население обаче е необходимо страната да създава средно 12 млн. работни места на година. За да оползотвори своя „икономически дивидент“ и да го превърне в печалба е нужно да се осъществят фундаментални реформи на образователната система и пазара на труда.
Спадът на трудоспособното население и проблемите в системата на здравеопазването се отразяват изключително негативно на демографската обстановка в Русия. Очаква се трудоспособното население да намелее с 15 млн. души само за второто десетилетие на века и с още 20 млн. до 2050 г. Средната продължителност на живота също спада – за мъжете тя е 59 години, с три години по-малко от същия показател за 1955 г. В Китай тепърва се заражда „демографски дефицит“. Нарастващият недостиг на евтина ръботна сила и съществените различия в демографските характеристики на градското и селско население заплашват да доведат до понижение на икномическия ръст на страната в дългосрочна перспектива.
Налице е обаче една тенденция, характерна за демографското развитие на всички страни от БРИКС. И тя не е с положителен знак – държавите от групировката се сблъскват с проблемите, свързани със застаряване на населението, които са характерни за развитите страни. Но за разлика от старите индустриални страни, които в хода на историята разполагат с достатъчно време, за да акумулират богатство и да обезпечат високо ниво на доходите на населението си до появата на процеса на застаряване, в държавите от БРИКС този процес започва значително по-рано, не позволявайки да се подсигури висок доход за населението. Например по своите характеристики процесът на застаряване на населението в Китай е аналогичен на това, което се наблюдава днес в Япония, Хонконг, Сингапур, Южна Корея и Тайван. Като съществена разлика обаче може да се изтъкне това, че в Китай този процес протича в момент, когато страната все още е относително бедна.
Безспорно демографията на държавите от БРИКС и занапред ще оказва силно влияние върху тяхната икономическа конкурентоспсобност и ще е в състояние да допринесе за съществени промени в системата на международните икономически отношения. Населението на Бразилия според последното официално преброяване, проведено от Бразилския институт по география и статистика през 2010 г., възлиза на 190 732 694 жители, което прави Бразилия петата най-многолюдна страна на света. Работната ръка на Индия – хората между 15 и 64-годишна възраст, ще нараства според прогнозите от 64 % от населението през 2009 г. до 67 % през 2020 г. В същото време, при Китай се очаква тя да започне да спада през 2014 г. и до 2050 г. страната ще изпитва дефицит на работна ръка.
С нарастването на възрастта на работоспособното население обаче ще нарастват и спестяванията на гражданите на новите икономически сили, а това се превръща в източник на инвестиции. Това ще е от полза за конкурентоспособността на страните, в момент когато други големи държави застаряват. Единствената страна от групата БРИКС, която към момента се сблъсква с демографски проблеми, е Русия, но за сметка на това според редица проучвания тази държава поддържа много добро ниво на образование, което ѝ позволява да „произвежда“ голям брой висококвалифицирани специалисти за вътрешния и външния пазар на труда.

## Основни сфери на сътрудничество

### Глобална финансова сигурност
Според БРИКС вариантите в този посока са: други валути също да получат статут на световни резервни валути (юанът, рублата), като за целта първоначално се усили ролята им като регионални валути, трансформирането на СПТ (специални права на тираж) на МВФ като световна валута, или създаване на принципно нови СПТ.
Продоволствена сигурност на формата БРИКС и технологична сигурност, свързана с развитието на ядрената енергетика и новите технологии в страните от групата
Нелоялната политика на СТО и дотирането на аграрното производство в ЕС и САЩ и субсидирането на селскостопанския им износ, което създава много сериозни проблеми на всички останали страни, разчитащи на селскостопанското производство. Затова продоволствената сигурност на БРИКС е обект на сериозен диалог и вземане на общи решения. Като например решението за изграждане на обща предупредителна информационна система за анализ на продоволствената сигурност на страните от БРИКС, за размяна на предварителна информация за очаквани спекулативни атаки на стоковите и фондови борси и валутни пазари и за обмен на високи технологии в областта на селското стопанство.
В ООН държавите от БРИКС излязоха с обща позиция, като съавтори на резолюцията на Общото събрание на Организацията по въпросите за неразпространението на оръжейната надпревара в Космоса и неизползване на силови методи по отношение на космически обекти, борбата с тероризма и др.
Глобална екологична сигурност, преди всичко в аспекта на глобалното затопляне и замърсяване.
Координация се осъществява и по въпросите на борбата за предотвратяване на климатичните промени.

## Срещи на върха
Политическите взаимоотношения между страните от БРИКС водят началото си от септември 2006 г., когато по време на 61 сесия на ООН в Ню Йорк се провежда среща на министрите на външните работи на 4-те страни.
Първата кратка среща на главите на държавите от БРИКС се провежда на 9 юли 2008 г. В Тояко Онсен (Хокайдо, Япония) след срещата на Г-8. В нея вземат участие президентът на Русия Дмитрий Медведев, председателят на КНР Ху Цзинтао, министър-председателят на Индия Манмохан Сингх и президентът на Бразилия Луис Инасиу Лула да Силва. Договарят се за провеждане на официална среща на върха на главите на държавите от БРИКС през 2009 г.
След това 2 пъти са провеждани срещи на министрите на финансите на страните (в бразилския град Сао Паоло на 7 ноември 2008 г. и в Лондон на 13 март 2009 г.), а на 29 май 2009 г. президентът на Русия Д. Медведев се среща в Кремъл с представители на страните от групата БРИКС, отговарящи за въпросите на безопасността.

## Първа среща
Главите на страните от групата БРИК се събират на своята първа среща на върха на 16 юни 2009 г. в Екатеринбург, Русия. Срещата се провежда в къщата на Севастянов, която днес е паметник на културата и в която се провеждат също срещите на върха на ШОС. Страните се представляват от Дмитрий Медведев (Русия), Луис Инасиу Лула да Силва (Бразилия), Манмохан Сингх (Индия) и Ху Цзинтао (Китай).
В хода на срещата на върха всъщност се провеждат 2 основни срещи: в тесен състав и преговори с участието на членовете на делегации. Д. Медведев прави изявление от името на ръководителите на държавите от БРИК. Той изтъква, че най-важната задача на срещата е обсъждане на перспективите на работа и ефективността на сътрудничество между страните от „Четворката“. Набелязани са задачи, решението на които ще изведе сътрудничеството на качествено ново ниво, което е необходимо не само за справяне с глобалната икономическа криза, но и с формирането на нова справедлива световна архитектура.
В първата среща на върха между страните от БРИК е поставен въпросът за статута на щатския долар като основна търговска валута в света. Съветникът на президента Аркадий Дворкович, казва в свое изявление, че участниците на срещата на върха ще обсъдят възможността за използването на специалните права на тираж на Международния валутен фонд като световна валута вместо долара.
Приети са 2 заявления:
- Съвместно заявление на лидерите на страните от БРИКС – в което е планирано следващата среща да се проведе в Бразилия през 2010 г.;
- Съвместно заявление на страните от БРИК по въпроса на глобалната продоволствена сигурност.

## Втора среща
Втората среща на върха на ръководителите на страните от БРИКС се провежда на 16 април 2010 г. в Бразилия, столицата на Бразилия.
Като резултат от работата са подписани редица междудържавни договори във връзка с преодоляване на последствията от кризата и създаване на нов финансов ред, по-силно влияние в международни организации като Световната банка и Международния валутен фонд.
„Общата ни декларация отразява единния ни подход към проблемите. Обсъдихме как да противодействаме и на други световни предизвикателства като тероризма, организираната престъпност и наркотрафика“, казва руският президент Медведев.
„На страните от БРИК се пада фундаменталната роля по изграждането на нов, по-справедлив и сигурен международен ред. Договорихме се да задълбочаваме партньорството и вярваме, че е много важно да продължим работата си“, заявява на пресконференция домакинът на срещата бразилският президент Луис Инасиу Лула да Силва.

## Разширение на групата
На 12 ноември 2010 г., на срещата на върха на Г-20 в Сеул, РЮА изразява желание да се присъедини към БРИК. На 24 декември 2010 г. РЮА получава официална покана да бъде пълноправен член на групата. На 14 април 2011 г. в китайския курорт Саня на остров Хайнан се провежда среща, на която Южна Африка е приета за пълноправен член – групата вече се нарича БРИКС.
От 1 януари 2024 г. към организацията се присъединяват Египет, Саудитска Арабия, Иран, Обединените арабски емирства, Етиопия и Аржентина. Официално страните са приети в организацията на 15-ата среща на върха, проведена на 22 – 24 август 2023 г.

### Потенциални кандидати
Индонезия, Сърбия се споменават като кандидати за пълноправно членство на страните от БРИКС.
Въз основа на прогнози направени от Джим О'Нийл, Индонезия ще бъде класирана на 7-о място по ръст на БВП до 2050 г. Страната има смесена икономика в, която както частния сектор така и правителството играе съществена роля. Страната е най-голямата икономика в Югоизточна Азия и член на Г-20. Оцененият БВП на Индонезия за 2012 г. е 928.274 милиарда долара. На Световния икономически форум за Югоизточна Азия. През 2009 г. БРИКС и Индонезия представляват 42% от населението на света и съответно 15% от световния БВП като цяло. До 2015 г.потребителите на интернет в БРИКС и Индонезия, ще се удвоят до 1,2 млрд. души.